# Em chưa 18
Em chưa 18 (tựa tiếng Anh: Jailbait) là bộ phim điện ảnh tình cảm hài hước Việt Nam của đạo diễn Lê Thanh Sơn thực hiện, do Charlie Nguyễn và Hãng phim Chánh Phương sản xuất năm 2017. Phim có sự góp mặt của các diễn viên: Kiều Minh Tuấn, Kaity Nguyễn, Will, Quang Minh, Huy Khánh. Phim công chiếu vào ngày 28 tháng 4 năm 2017 tại các rạp trên toàn quốc.
Em chưa 18 nhanh chóng trở thành phim Việt có doanh thu cao nhất mọi thời đại (năm 2019 bị soán ngôi bởi phim Hai Phượng). Tại Liên hoan phim Việt Nam lần thứ 20, phim đoạt giải Bông Sen Vàng và diễn viên Kaity Nguyễn đoạt giải Nữ diễn viên chính xuất sắc.

## Nội dung

### Giới thiệu về nội dung
Em chưa 18 kể về "cú ngã" của tay chơi Hoàng. Là một công tử với túi tiền rủng rỉnh, gương mặt đẹp trai, thích qua đêm với các cô gái nhưng không bao giờ ngủ với cô nàng nào lần thứ hai, Hoàng vướng vào rắc rối khi cặp với cô nàng trẻ con Linh Đan. Phim xoay quanh chuyện anh chàng "trai hư" 35 tuổi tên Hoàng trong một lần đi bar đã có tình một đêm với một hot girl lần đầu gặp gỡ. Tuy nhiên, sáng hôm sau, anh chàng mới tá hỏa khi biết cô nàng có tên Linh Đan này chưa đủ 18 tuổi. Điều trớ trêu là Linh Đan đã quay lại video cảnh "ân ái" giữa hai người và dọa tố cáo do Hoàng quan hệ với người dưới tuổi vị thành niên, nếu anh chàng tay chơi này không chịu làm bạn trai của cô. Những tình huống dở khóc dở cười đẩy cả hai xích lại gần nhau hơn. Những bí mật về nàng hot girl dần được hé lộ... Phim tạo được dấu ấn ở những tình huống hài và thẳng thắn nói về cuộc sống hiện đại ngày nay của các cô cậu tuổi teen – không phải chỉ ở nhà làm "con ngoan trò giỏi" như trước kia mà đã biết lên bar vào cuối tuần, xài điện thoại xịn và sẵn sàng bộc lộ cảm xúc của bản thân chứ chẳng cần che giấu trước mặt cha mẹ.

### Nội dung phim
Hoàng là một huấn luyện viên Yoga, đồng thời là một tay chơi sát gái, thường qua đêm với các cô gái. Trớ trêu thay, một lần nọ Hoàng tán tỉnh và quan hệ với một cô bé chưa đủ 18 tuổi tên Linh Đan.
Linh Đan đã quay lại đoạn clip đêm đó và bắt buộc Hoàng phải làm bạn trai của cô. Trước đây Linh Đan từng bị bạn trai trong trường phản bội, bây giờ cô muốn dùng Hoàng để chọc tức bạn trai cũ. Mỗi khi Hoàng không muốn hợp tác, Linh Đan liền đe dọa sẽ báo công an.
Trong thời gian giả làm bạn trai mới của Linh Đan, Hoàng đã dạy Yoga cho một nữ diễn viên tên Uyên Thi. Hoàng biết được kế hoạch của Linh Đan và la mắng cô. Tony - bạn trai cũ của Linh Đan, đồng thời là em họ của Hoàng - vẫn đang vui vẻ bên cô nàng hot girl Yến, chứ không hề bị đau khổ như Linh Đan nghĩ. Linh Đan khóc và đưa điện thoại cho Hoàng xóa đoạn clip.
Cứ tưởng sẽ không gặp nhau nữa, nhưng Hoàng vẫn thường xuyên đưa đón Linh Đan đi học, chở Linh Đan đi chơi. Trong trường của Linh Đan sắp tổ chức một đêm vũ hội kỷ niệm cuối năm, Tony đang là ứng cử viên nặng ký cho chức King, còn Linh Đan và Yến đang là ứng cử viên nặng ký cho chức Queen.
Linh Đan cho Hoàng biết rằng cô đã có thai, Hoàng liền kêu cô đi phá thai nhưng cô từ chối. Ông chủ trung tâm Yoga đã đuổi việc Hoàng sau khi biết tin Hoàng đã làm một đứa con gái chưa đủ 18 tuổi có thai.
Hoàng gọi điện cho ba anh và nghe ông tâm sự về quá khứ của ông, sau đó Hoàng suy nghĩ lại. Hoàng mua những đồ dùng dành cho em bé, rồi anh cầu hôn Linh Đan. Nhưng Linh Đan tiết lộ rằng thật sự cô không hề có thai vào đêm hôm đó cô và Hoàng chưa xảy ra chuyện gì cả.
Hoàng nhận ra mình đã yêu Linh Đan thật rồi, anh từ chối ngủ với Uyên Thi và chạy đến đêm vũ hội để gặp Linh Đan. Hoàng còn gọi điện kêu ba của Linh Đan chở cô đến vũ hội. Tại đây, Tony và Linh Đan đã giành được chức King và Queen. Tony bảo Linh Đan hãy đến với tình yêu thật sự của cô. Sau đó Hoàng và Linh Đan công khai tình cảm rồi hôn nhau. Bộ phim khép lại.

## Diễn viên
- Kiều Minh Tuấn vai Hoàng
- Kaity Nguyễn vai Linh Đan
- Will vai Tony
- Châu Bùi vai Yến
- Quang Minh vai ông Hùng - ba của Linh Đan
- Nguyễn Chánh Tín vai ba của Hoàng
- Aaron Toronto vai ông Quý
- Huy Khánh vai Tuấn
- Kathy Uyên vai Uyên Thi
- Don Nguyễn vai Abu
- Kiều Trinh vai Phương
- Nguyễn Tiến Dũng (Củ Tỏi) vai Trình
- Võ Ngọc Trai vai Vũ
- Chí Tâm vai Kiệt
- Châu Thiên Kim vai Trang
- Kim Anh vai My

## Nhạc phim
| STT | Nhan đề          | Sáng tác                            | Thể hiện                    | Thời lượng |
| --- | ---------------- | ----------------------------------- | --------------------------- | ---------- |
| 1.  | "Yêu là tha thu" | Nguyễn Phúc Thiện Lou Hoàng Only C  | Only C                      | 5:38       |
| 2.  | "Em chưa 18"     | Only C Lou Hoàng                    | Will Lou Hoàng Kaity Nguyễn | 3:34       |
| 3.  | "You and I"      | Christopher Wong Ian Rees Tuyên Đức | 16 nghệ sĩ                  | 3:18       |
| 4.  | "Nơi ta chờ em"  | Rhymastic                           | Will                        | 3:39       |
| 5.  | "Craze"          | Châu Đăng Khoa Karik                | Châu Đăng Khoa Karik        | 4:00       |

## Đón nhận
Chỉ trong ba ngày chiếu sớm, Em chưa 18 đã trở thành phim Việt có doanh thu chiếu sớm cao nhất lịch sử phòng vé với 13,2 tỷ đồng. Phim đã tạo nên bất ngờ và tự tin đối đầu với hai tác phẩm Hollywood cũng ra mắt cùng thời điểm là Vệ binh dải Ngân Hà 2 và Xì Trum: Ngôi làng kỳ bí. Nhiều người dự đoán với tốc độ truyền miệng cùng lời khen của những khán giả đầu tiên, Em chưa 18 có thể tạo nên một kỷ lục mới về doanh thu cho phim Việt. Đơn vị phát hành từng công bố doanh thu của Em chưa 18 là 86 tỷ sau 8 ngày công chiếu (tính luôn cả những suất chiếu sớm), trở thành phim Việt Nam đạt được những kỷ lục doanh thu mới. Tính đến ngày 13/5/2017, bộ phim đã chính thức vượt mốc doanh thu 150 tỷ đồng, phá kỷ lục của Em là bà nội của anh và là phim Việt duy nhất vượt mốc 2 triệu vé. Tổng doanh thu của phim là 169 tỷ tính đến ngày 29/5, vượt qua cả doanh thu của Kong: Đảo Đầu lâu (168,9 tỷ đồng) và Quá nhanh quá nguy hiểm 8 (157,4 tỷ đồng) đã được công chiếu tại Việt Nam.

## Giải thưởng và đề cử
| Năm  | Giải thưởng                        | Hạng mục                                        | Đề cử          | Kết quả       | Chú thích |
| ---- | ---------------------------------- | ----------------------------------------------- | -------------- | ------------- | --------- |
| 2017 | Liên hoan phim Việt Nam lần thứ 20 | Bông Sen Vàng cho hạng mục phim truyện điện ảnh | Em chưa 18     | Đoạt giải     | [ 10 ]    |
| 2017 | Liên hoan phim Việt Nam lần thứ 20 | Diễn viên nữ chính xuất sắc                     | Kaity Nguyễn   | Đoạt giải     | [ 10 ]    |
| 2017 | Liên hoan phim Việt Nam lần thứ 20 | Đạo diễn xuất sắc                               | Lê Thanh Sơn   | Đề cử         | [ 10 ]    |
| 2017 | Giải Cánh diều 2017                | Phim truyện xuất sắc                            | Em chưa 18     | Cánh diều bạc | [ 11 ]    |
| 2017 | Giải Cánh diều 2017                | Đạo diễn xuất sắc                               | Lê Thanh Sơn   | Đoạt giải     | [ 11 ]    |
| 2017 | Giải Cánh diều 2017                | Nam diễn viên chính xuất sắc                    | Kiều Minh Tuấn | Đoạt giải     | [ 11 ]    |
| 2017 | Giải Cánh diều 2017                | Nữ diễn viên chính xuất sắc                     | Kaity Nguyễn   | Đề cử         | [ 11 ]    |
| 2017 | Giải thưởng Ngôi Sao Xanh          | Phim điện ảnh xuất sắc                          | Em chưa 18     | Đoạt giải     | [ 12 ]    |
| 2017 | Giải thưởng Ngôi Sao Xanh          | Nữ diễn viên chính xuất sắc                     | Kaity Nguyễn   | Đoạt giải     | [ 12 ]    |
| 2017 | We Choice Awards                   | Phim điện ảnh được yêu thích nhất               | Em chưa 18     | Đoạt giải     | [ 13 ]    |